# Gunjan Saxena
Gunjan Saxena (née en 1975 à Lucknow) est capitaine au sein de l'Indian Air Force (IAF) et ancienne pilote d'hélicoptère. Elle s'est enrôlée dans l'IAF en 1994. Elle est vétéran de la guerre de Kargil en 1999,,. Il s'agit de la seule femme à avoir pris part à ce conflit , et de la première femme officier de l'IAF à combattre. Elle est, avec Srividya Rajan (également capitaine au sein de l'IAF), l'une des premières femmes à pénétrer une zone de guerre en pilotant des hélicoptères Cheetah. Durant la guerre de Kargil, elle était principalement chargée d'évacuer les blessés, d'assurer l'approvisionnement en fournitures et de surveiller la zone de combat. Elle a pris part à des opérations qui ont permis d'évacuer plus de 900 soldats, blessés ou tués, hors de Kargil. En 2004, après sept ans de service, elle a mis fin à sa carrière de pilote d'hélicoptère, les femmes n'étant pas autorisées, à l'époque, à s'engager de manière permanente dans l'armée indienne.
Le film bollywoodien Gunjan Saxena: The Kargil Girl, sorti en 2020, s'inspire de sa vie.

## Éducation
Saxena est née au sein d'une famille de militaires. Son père, Anup Kumar Saxena, et son frère Anshuman ont tous les deux été lieutenants-colonels au sein des forces armées indiennes. Saxena est titulaire d'un bachelor ès sciences physiques du Hansraj College, de l'Université de Delhi, à New Delhi.

## Service au sein de l'Indian Air Force
Saxena fait partie des six femmes pilotes qui ont rejoint l'Indian Air Force (IAF) en 1994. Il s'agissait de la quatrième promotion de femmes à être formées par les forces armées indiennes. Parmi ces six femmes se trouvait également Srividya Rajan, qui a également survolé une zone de combat à bord d'un hélicoptère Cheetah,. Saxena a tout d'abord été déployée sur la base aérienne d'Udhampur au sein de l'unité 132 Forward Area Control (FAC), où elle a été confrontée à de nombreux défis liés au genre,. Elle a cependant déclaré que ses collègues masculins s'étaient habitués à la situation plus rapidement qu'elle ne l'aurait pensé.

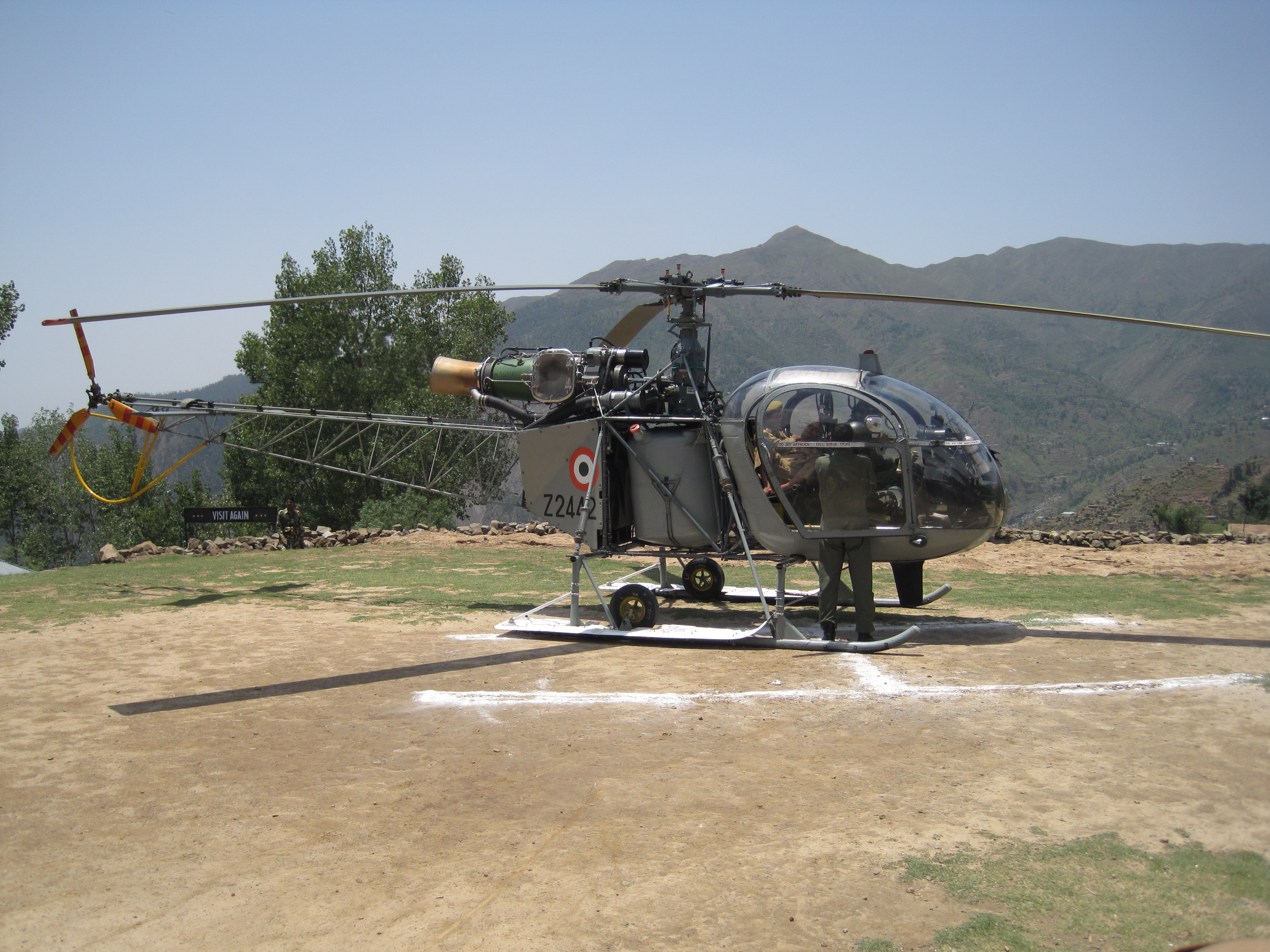
Gunjan Saxena a piloté un hélicoptère Cheetah.

Saxena avait 24 ans lorsqu'elle a pris part à la guerre de Kargil, durant laquelle elle était stationnée à Srinagar,. Lors de l'opération Vijay, elle a participé à l'évacuation des blessés, et a également assuré le ravitaillement des soldats dans les zones de combat avancées de Dras et Batalik. De plus, elle a été chargée de surveiller la zone, notamment en cartographiant les positions ennemies. 
Elle a été confrontée à des terrains d'atterrissage de fortune, à des altitudes d'environ 4 000 à 5 000 mètres, et à des tirs ennemis. Elle est la seule femme parmi les dix pilotes basés à Srinagar à avoir volé des centaines de fois durant la guerre, et a ainsi évacué plus de 900 blessés ou tués. Elle est la seule femme des forces armées indiennes à avoir survolé des zones de combat durant la guerre de Kargil. En 2004, sa carrière de pilote d'hélicoptère prend fin après sept ans de service, les engagements permanents n'étant pas autorisés aux femmes à l'époque.

## Vie privée
Son père, Anup Saxena, était lieutenant-colonel au sein des forces armées indiennes. Son mari, Gautam Narain, est lieutenant colonel d'aviation au sein de l'IAF. Pilote de Mil Mi-17, il a également été instructeur à l'Académie de défense nationale de l'Inde, la meilleure académie militaire dédiée aux trois branches armées au monde. Le couple a une fille, Pragya, née en 2004.

## Dans la culture populaire
Dans son livre Kargil Untold Stories From The War, Rachna Bisht Rawat a consacré un chapitre à Gunjan Saxena.
Le film bollywoodien Gunjan Saxena: The Kargil Girl (2020) s'inspire de sa vie. C'est Janhvi Kapoor qui incarne Saxena dans ce film produit par Dharma Productions et Zee Studios. Pankaj Tripathi et Angad Bedi jouent respectivement les rôles de son père et de son frère,.

## Erreurs dans les médias
Le film Gunjan Saxena: The Kargil Girl a généré une certaine confusion concernant des éléments de la vie de Saxena. Elle en a clarifié certains dans un article de NDTV  :
J'ai eu la chance d'être associée à de nombreuses "premières fois" durant ma carrière au sein de l'IAD. Pour n'en citer que quelques-uns, j'ai été la première de ma promotion durant mon entraînement de base et mon entraînement de pilote d'hélicoptère ; j'ai été la première femme à survoler une zone de combat (j'ai été mentionnée dans le Limca Book of Records pour cela) ; j'ai la première "BG" (une catégorie de vol convoitée) parmi les femmes pilotes d'hélicoptères et la première femme officier à suivre des cours de survie en milieu enneigé et dans la jungle. J'ai encore d'autres petites réussites à mon compte, mais elles ne représentent pas encore grand-chose dans mon histoire.
Ni moi-même ni les réalisateurs du film n'avons jamais prétendu que j'avais reçu la décoration militaire "Shaurya Chakra". Après la guerre de Kargil, j'ai reçu un "Shaurya Veer" de la part d'une organisation civile d'Uttar Pradesh. Il se peut que des articles sur Internet aient changé "Veer" en "Chakra". Les choses ont été mises au clair plusieurs fois lors d'interviews données dans le cadre de la promotion du film.